# Kudri Moti, Yelbarga
Kudri Moti là một làng thuộc tehsil Yelbarga, huyện Koppal, bang Karnataka, Ấn Độ.